# Downtown Brooklyn

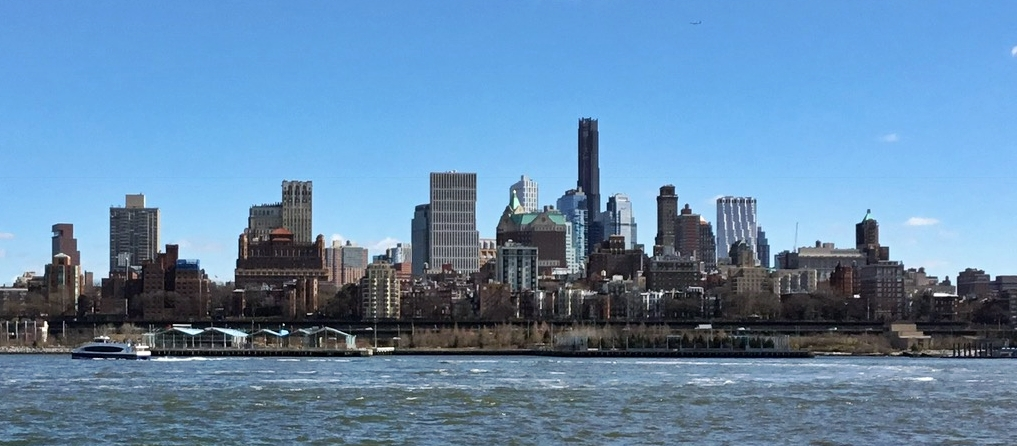
Skyline von Downton Brooklyn im Jahr 2023

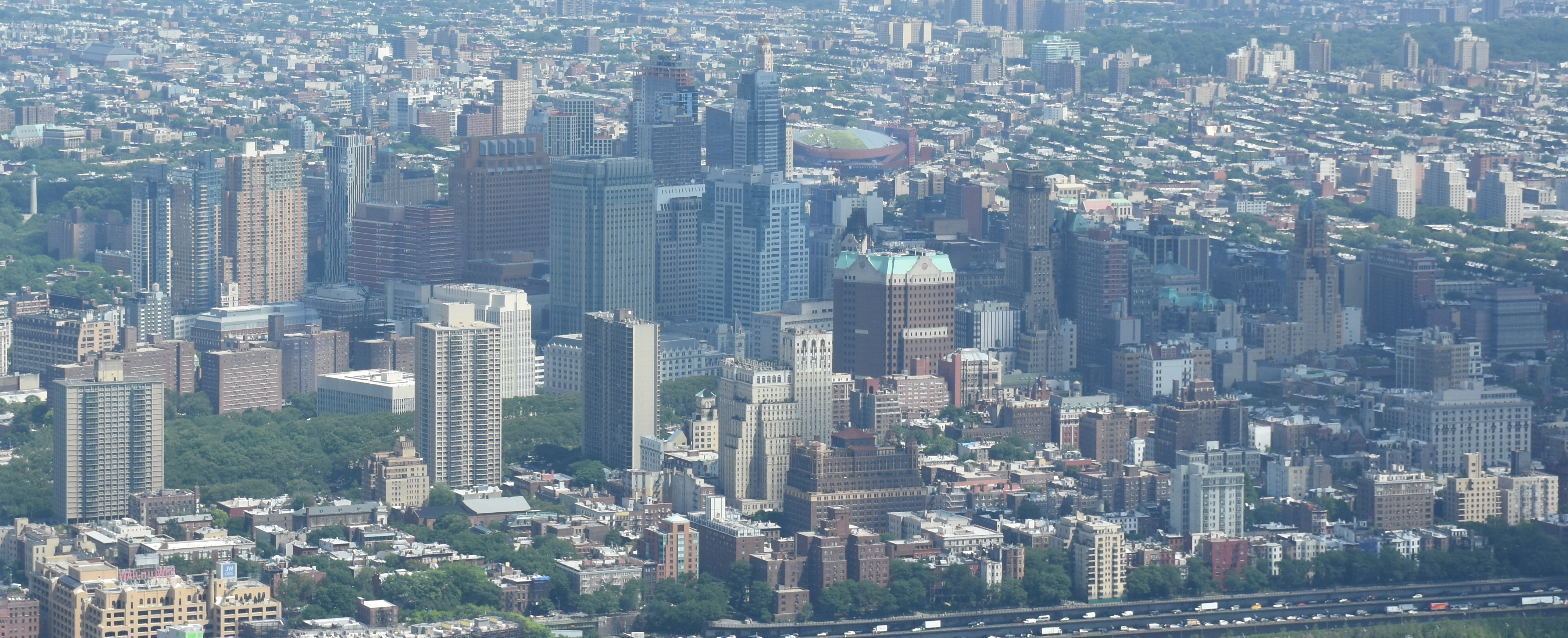
Blick auf Downtown Brooklyn im Jahr 2015 (Bildmitte)

Downtown Brooklyn ist das zentrale Geschäftsviertel des Stadtbezirks (Borough) Brooklyn und das drittgrößte nach Midtown Manhattan und Lower Manhattan in New York City. Der Stadtteil ist bekannt für seine Büro- und Wohnhochhäuser, den Geschäfts- und Bildungskomplex Brooklyn Commons (MetroTech Center) und den Brooklyn Tower.
Auf einer Fläche von knapp 1,2 km² lebten 2020 laut United States Census 23.125 Menschen. Downtown Brooklyn ist Teil des Brooklyn Community District 2 und gehört zum 84. Bezirk des New Yorker Polizeidepartements. Die Postleitzahlen sind 11201 und 11217.

## Lage

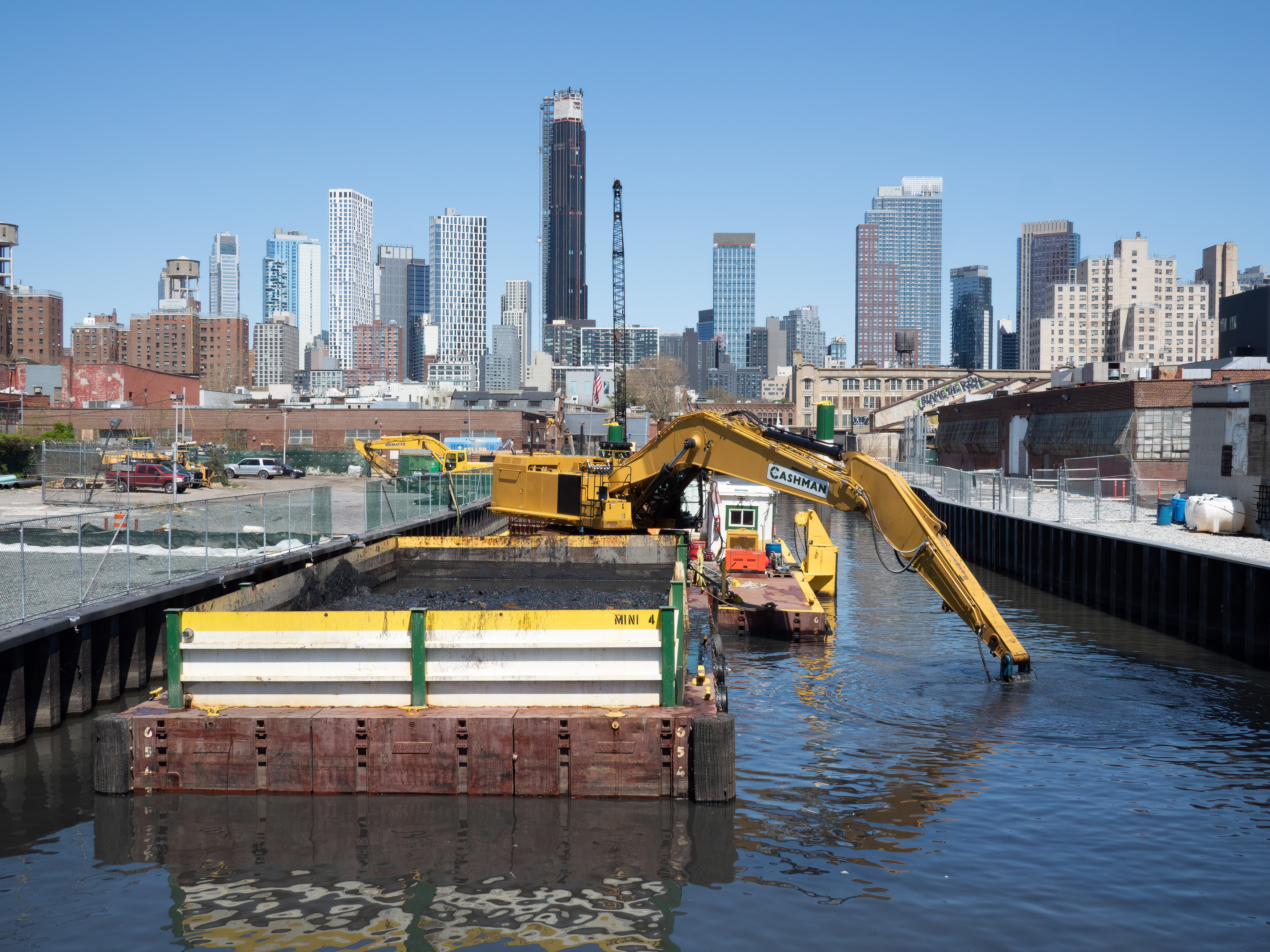
Downtown Brooklyn 2022 von Gowanus aus gesehen

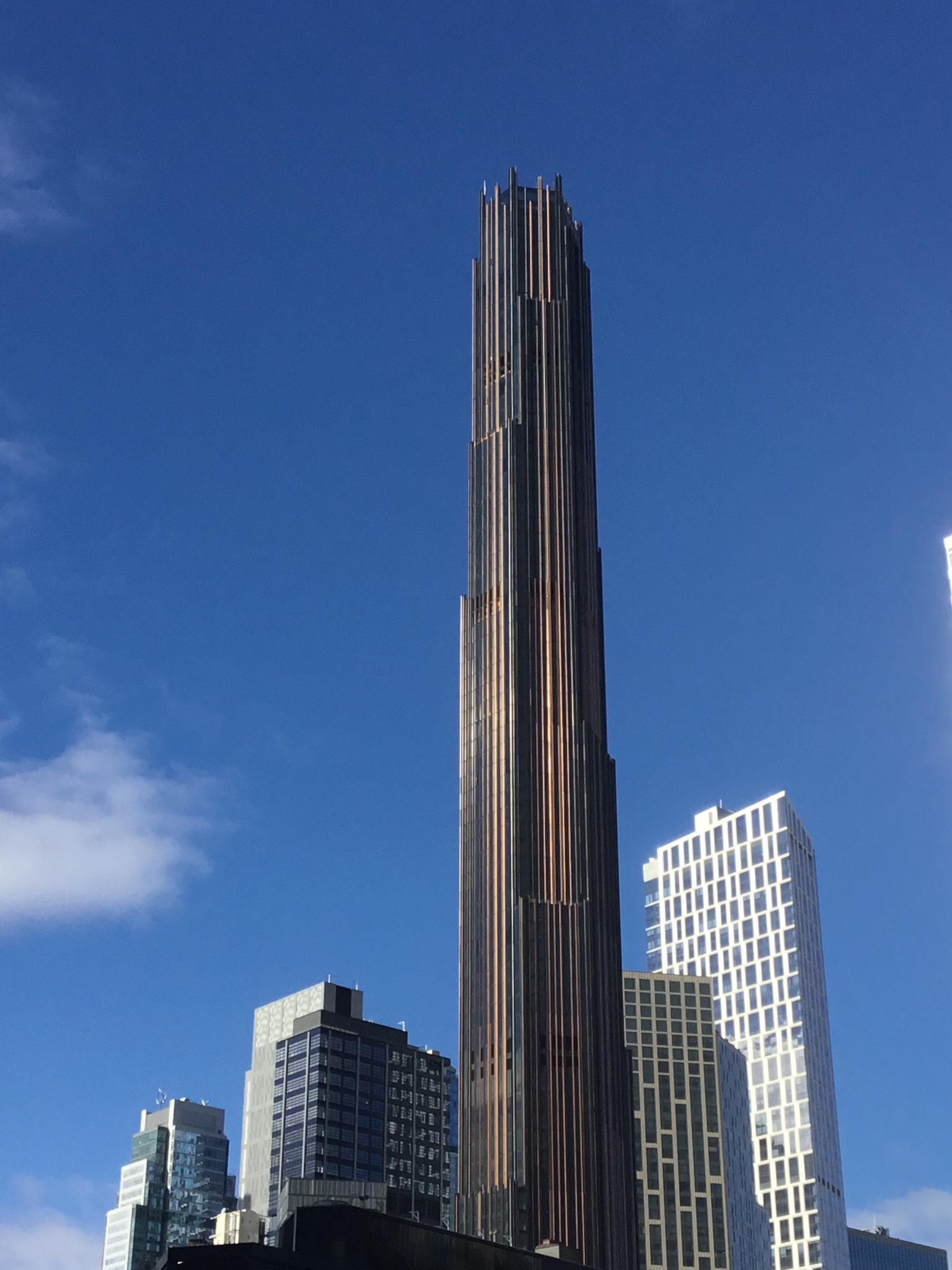
The Brooklyn Tower (9 DeKalb), mit 325 m der höchste Wolkenkratzer außerhalb Manhattans in New York City.

Downtown Brooklyn liegt im nordwestlichen Teil des Stadtbezirks Brooklyn unweit vom East River. Da die Stadtteilgrenzen nicht ganz genau definiert sind, werden hier die meist aufgeführten begrenzenden Straßen genannt. Das Viertel erstreckt sich von der Cadman Plaza West und der Court Street im Westen bis zur Navy Street und der Flatbush Avenue im Osten sowie dem Brooklyn–Queens Expressway im Norden bis zur Schermerhorn Street im Süden. Angrenzende Stadtteile sind im Westen Brooklyn Heights, im Norden Dumbo, im Nordosten Vinegar Hill, im Osten Fort Greene, im Süden Boerum Hill und im Südwesten Cobble Hill.

## Beschreibung
Das Gebiet des heutigen Downtown Brooklyn wurde bis zur Ankunft der Niederländer im 17. Jahrhundert von den Lenape-Indianern bewohnt. Die Niederländer nannten es „Breuckelen“. Anschließend wurde die Gegend hauptsächlich landwirtschaftlich genutzt. 1814 schuf Robert Fulton mit seiner „New York and Brooklyn Steam Ferry Boat Company“ eine regelmäßige dampfbetriebene Fährverbindung zwischen Manhattan und Brooklyn, wodurch Brooklyn Heights zum ersten Vorort von Manhattan wurde und auch das heutige Downtown Brooklyn stetig wuchs. Mit dem Bau der Brooklyn Bridge und der Manhattan Bridge, die beide in den Stadtteil münden und damit die Etablierung von Behörden, Bildungseinrichtungen und Wirtschaft begünstigten, entwickelte sich Downtown Brooklyn im 20. Jahrhundert zum Zentrum des Stadtbezirks Brooklyn.
1983 wurde ein „Regional Plan Association Report“ für Downtown Brooklyn veröffentlicht, nach dem aufgrund der Nähe zu Lower Manhattan der Stadtteil zum drittgrößten Geschäftsviertel der Stadt werden soll. Der „State Street Houses Historic District“, das 23 zwischen 1847 und 1874 gebaute Reihenhäuser im griechischen Revival- und Italianate-Stil umfasst, wurde 1980 in das National Register of Historic Places aufgenommen.
In der Fulton Street befindet sich in einer 750 m langen Fußgängerzone das Einkaufszentrum „Fulton Mall“. Sie nimmt 17 Blocks ein, hat zirka 230 Geschäfte und Kaufhäuser und ist nach dem Herald Square und einem Abschnitt der Madison Avenue das drittgrößte Einkaufszentrum von New York City.

## Bauwerke

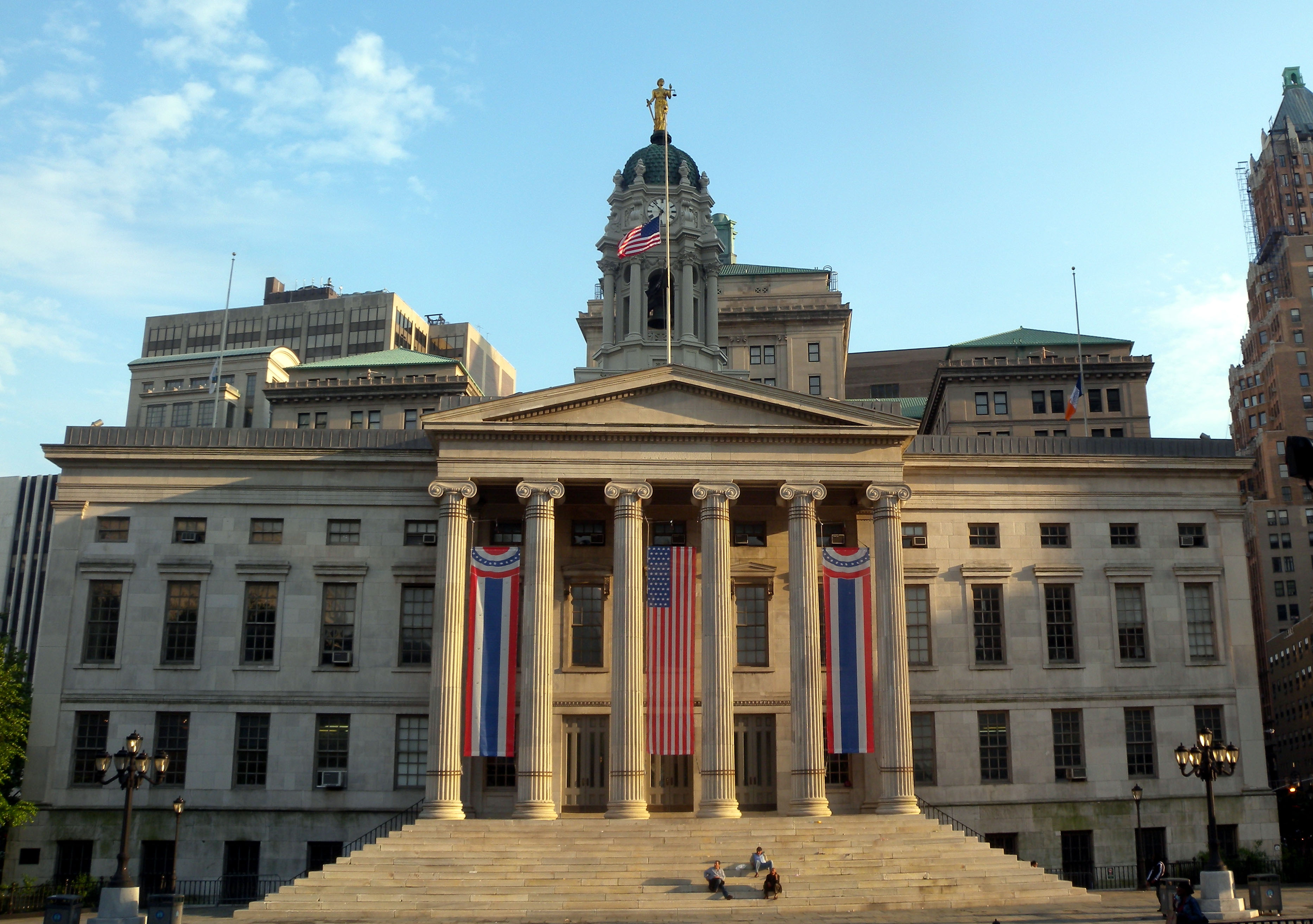
Brooklyn Borough Hall

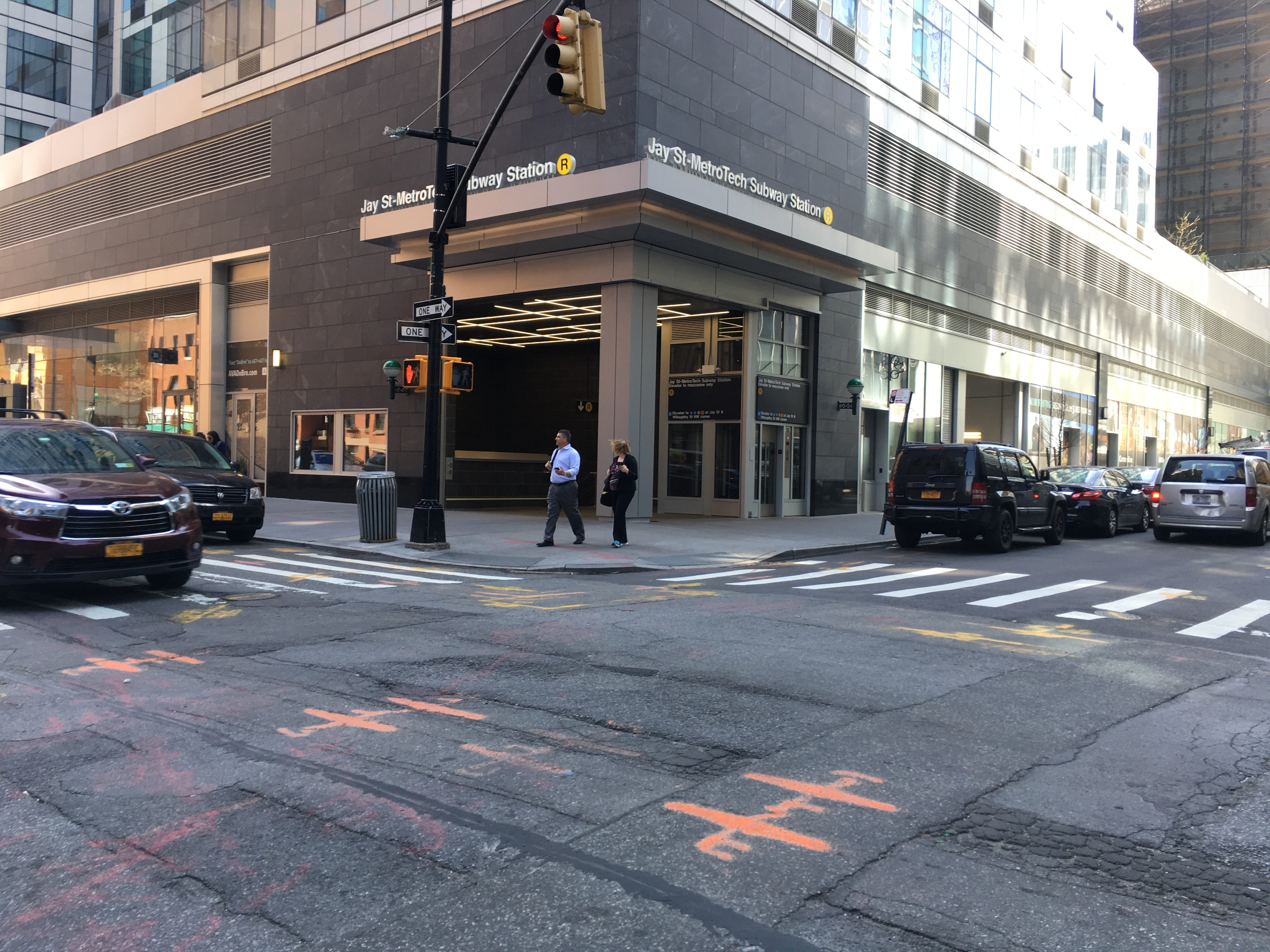
Station Jay Street – MetroTech

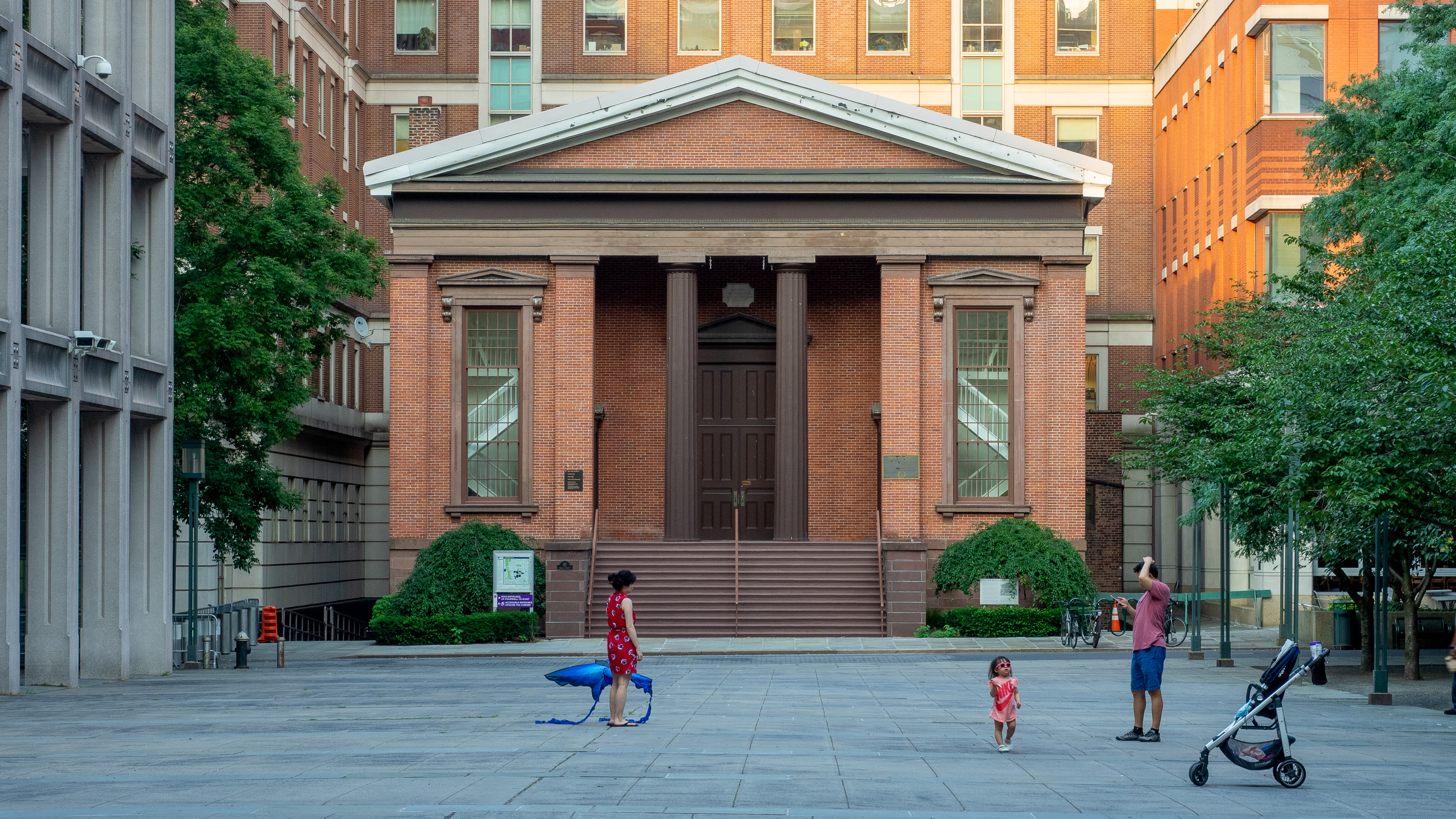
Wunsch Building der NYU, ehemalige „Bridge Street Methodist Church“ (1847)

- Williamsburgh Savings Bank Tower (südöstlich im Stadtteil Fort Greene), erbaut von 1927–1929
- Brooklyn Borough Hall, Verwaltungssitz des Stadtbezirks Brooklyn
- Theodore Roosevelt United States Courthouse, Gerichtsgebäude für das United States District Court von Eastern District of New York
- Kathedralbasilika St. Jakob
- Brooklyn Commons (Metrotech Center)
- The Brooklyn Tower, auch 9 DeKalb Avenue und Flatbush Tower, erbaut von 2017 bis 2022, erreichte im Oktober 2021 seine endgültige von 325 Meter, ist der höchste Wolkenkratzer in Brooklyn.[7]

## Sehenswürdigkeiten
- Fulton Mall, Fußgängerzone in der Fulton Street mit dem „Albee Square“ als Zentrum
- Brooklyn Academy of Music
- New York Transit Museum, Verkehrsmuseum
- Brooklyn War Memorial im Cadman Plaza Park
- Barclays Center (südöstlich im Stadtteil Prospect Heights), Multifunktionsarena

## Demografie
Im Jahr 2020 hatte das United States Census Bureau die statistischen Zählbezirke (Areas und Tracts) neu konfiguriert. Somit sind die vor 2020 erzielten Daten meist nicht mehr mit den ab 2020 erhobenen Daten vergleichbar, des Weiteren sind die Zählbezirke meist nicht deckungsgleich mit den Stadtteilgrenzen.
Es existieren verschiedene Angaben zu Begrenzung von Downtown Brooklyn. Folgende Daten beziehen sich auf die meist genanntenn Grenzen. Laut Volkszählung von 2020 hatte Downtown Brooklyn 23.125 Einwohner bei einer Einwohnerdichte von rund 19.400 Einwohnern pro km² und ist überwiegend von Weißen bewohnt. Im Stadtteil lebten 9.485 (41 %) Weiße, 5.888 (25,5 %) Asiaten, 3.369 (14,6 %) Afroamerikaner, 2.892 (12,5 %) Hispanics und Latinos, 230 (1 %) aus anderen Ethnien und 1.261 (5,5 %) aus zwei oder mehr Ethnien.

## Verkehr
Die Brooklyn Bridge und die Manhattan Bridge führen beide von Manhattan direkt nach Downtown Brooklyn und münden in den Brooklyn Bridge Boulevard und die Flatbush Avenue Extension. Der Stadtteil ist durch die New York City Subway sowie mit mehreren Buslinien sehr gut mit öffentlichen Verkehrsmitteln erschlossen. Die U-Bahn-Linien  bedienen zehn im Stadtteil liegende Stationen. Das Atlantic Terminal, ein bedeutender Haltepunkt für die Züge der Long Island Rail Road (LIRR), sowie der U-Bahn-Knoten Atlantic Avenue–Barclays Center liegen unweit südöstlich an der Kreuzung Atlantic Avenue und Flatbush Avenue im benachbarten Stadtteil Fort Greene.

## Bildung
- Brooklyn Friends School
- St. Francis College
- St. Joseph’s College
- Brooklyn Law School
- New York University Tandon School of Engineering (NYU)
- Center for Urban Science and Progress
- New York City College of Technology
- Long Island University